# Per Afzelius
Den här artikeln handlar om komminister Per Afzelius i Falköping. För hans kusin och namne, som var professor i medicin i Uppsala, se Pehr von Afzelius. För andra med namnet Afzelius, se Afzelius.
Per Afzelius, född 12 mars 1751 i Sätuna socken invid Hornborgasjön i Västergötland, död 19 januari 1803 i Falköping, var en svensk präst. Han var vice pastor i Broddetorp åren 1773-1790, regementspastor vid Skaraborgs frikorps, samt komminister i Falköping 1793-1803. Han var gift med Inga Magdalena Lindström och far till Arvid August Afzelius, sonen Lars och två döttrar. På grund av ett borgensåtagande förlorade Afzelius allt han ägde och fick därför ta tjänst som regementspastor i det pågående danska kriget. Detta ledde även till att familjen splittrades under några år. När han 1793 fick tjänst som komminister i Falköping och bosatte sig i byn Sköttning utanför Falköping så kunde familjen återförenas.

## Fotnoter
1. ↑  Hilmer Johansson, "Vårt förtrollade Eden" ur Falbygden 8 (1951) s. 49.
2. ↑  Georg von Euler, "A. A. Afzelius och Götiska förbundet" ur Falbygden 37 (1983) sidorna 32-37.